# Antonio Ricardos
Antonio Ramón Ricardos y Carrillo de Albornoz (Barbastro, 12 de septiembre de 1727-Madrid, 13 de marzo de 1794) fue un militar español.

## Biografía
Nació en Barbastro, en la misma casa que en otro tiempo perteneció a los Argensola. Era hijo de militar —hijo a su vez de Jacobo Richards, de ascendencia irlandesa y oficial de la Marina Real británica—, y sobresalió, desde temprano, como oficial de caballería, en el regimiento que mandaba su padre —el de Caballería de Malta— del que, como aristócrata, fue capitán comenzada su adolescencia. Durante la guerra de sucesión austriaca (1740-1748) tomó parte en las acciones de Plasencia y el río Tedone, destacando hasta el punto de suceder a su padre en el mando del regimiento, con dieciséis años de edad. Combatió en la guerra con Portugal, la denominada guerra Fantástica, consiguiendo el generalato, tras lo que se dedicó a estudiar la organización militar prusiana, capacitación que le valió ser enviado por Carlos III a reorganizar el dispositivo militar de la Nueva España.
En 1768 fue miembro de la comisión para el establecimiento de los límites exactos entre España y Francia. Los méritos contraídos, así como la necesaria nobleza de sus cuatro apellidos, le valieron una encomienda de la Orden de Santiago, dignidad que le serviría de escudo contra las acechanzas inquisitoriales —como las hubo contra tantos reformistas ilustrados de la España de entonces—. 
Fue cofundador de la Real Sociedad Económica de Madrid y llegado a teniente general e inspector de caballería, creó el Colegio Militar de Ocaña, en donde introdujo nuevos métodos de formación moderna para la oficialidad del arma. Pero la Inquisición no cejó contra él y hubo de dejarlo, recibiendo modesto destino al frente del ejército en Guipúzcoa. Perteneció también a la Compañía de Filipinas.

### Guerra del Rosellón

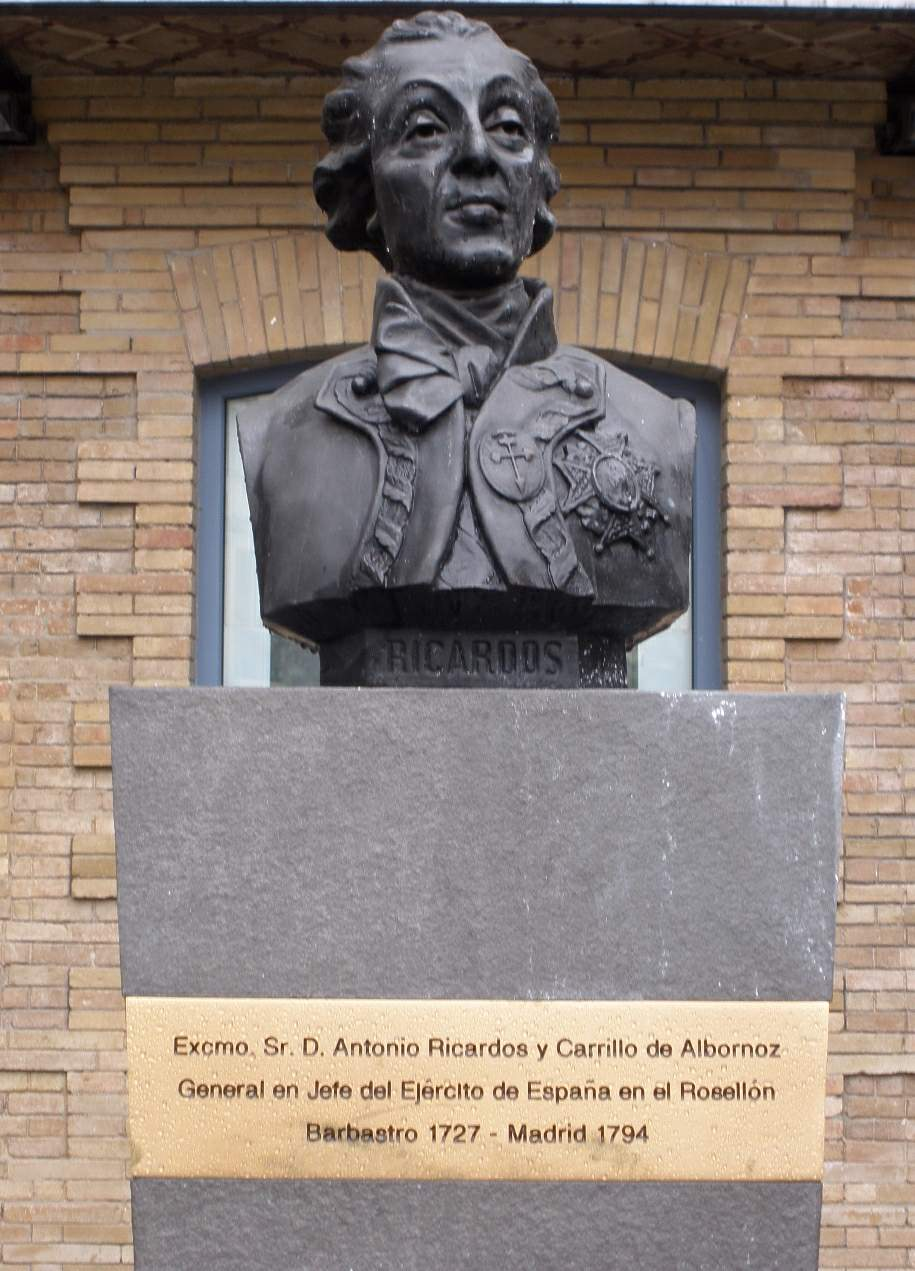
Monumento al general Ricardos en su Barbastro natal

Cuando España declaró la guerra a la República francesa, tras la ejecución de Luis XVI, Godoy se asesoró de él. Carlos IV lo promovió a capitán general de Cataluña, con competencias de gobernador del principado (1793), en cuya condición tomó el mando del ejército para invadir el Rosellón. Entre abril y septiembre ocupó Arlés, el río Tec y Bellegarde, venciendo, por sus condiciones de estratega y táctico, en Mas Deu y en la batalla de Truillás, causando allí seis mil muertos al enemigo. Su rival, Dagobert, no pudo con él, a pesar de que Ricardos, falto de apoyos, hubo de retirarse con 20 000 hombres y 106 piezas artilleras, acosado a poca distancia, sin perder hombres ni equipo y aguantando casi un mes en sus atrincheramientos —tres ataques generales y once combates— sin ceder posiciones ni piezas. Aún pudo vencer a los ejércitos de la Convención republicana en Aspres, tomando Port-Vendres, Santelme y Colliure, dominando, así, toda la costa rosellonesa. Sin medios para continuar una campaña que alcanzó resonancia europea, regresa a Madrid para exigir apoyo a Godoy. Y estando en la gestión, muere en 1794. Desde ese momento, la guerra en el Pirineo oriental comienza a perderse por las armas españolas, faltas de un jefe que pudiera suplir las virtudes humanas y profesionales de Ricardos.
Fue nombrado caballero gran cruz de la Orden de Carlos III, que era la más alta distinción de la monarquía. No hubo sucesión de su matrimonio que había durado veinte años con su prima, Francisca Dávila Carrillo de Albornoz, hija de los duques de Montemar, que había enviudado en 1767 del III conde de Torrepalma. A su muerte supuso para su viuda el título de condesa de Truillás, como prueba tangible de lo que la corona adeudaba a este distinguido servidor, cuya obra más querida, su Escuela Militar de Ocaña, no pudo continuar. Adicto al grupo de Aranda —«partido aragonés»— y admirador de los enciclopedistas, es un ejemplo del militar moderno del siglo xviii español y europeo.

## El general Ricardos en el arte

### Pintura
Goya realizó un famoso retrato de Ricardos hacia 1793-1794, poco antes de la muerte del general, quien se hizo representar con el triple entorchado concedido por su victoria en Truillás, además de otras condecoraciones e insignias, como la venera de la Orden militar de Santiago o la Gran Cruz de la orden de Carlos III. Perteneció a la colección de Godoy y actualmente se conserva en el Museo del Prado. De este cuadro existen dos réplicas: una en el Museo Walters de Baltimore y otra en Cudillero (Quinta de Selgas). 
Existe un segundo cuadro de Goya, Retrato del general Ricardos, de 1794, de propiedad particular sevillana, donde el general, representado de cuerpo entero, permanece de pie junto a un cañón vistiendo de capitán general con las grandes cruces de Santiago y de Carlos III.

### Literatura
El general Ricardos es uno de los personajes principales de la novela Étienne el Traidor (Edelvives, 2008) de Óscar Esquivias.